# Marta da Suécia
Marta Sofia Luísa Dagmar Tira da Suécia (em sueco:  Märtha Sophia Lovisa Dagmar Thyra; Estocolmo, 28 de março de 1901 - Oslo, 5 de abril de 1954) foi a primeira princesa consorte da Noruega, em tempos modernos, que também não era princesa consorte da Dinamarca. Entretanto, ela foi uma princesa da Noruega, de seu nascimento, em 1901, até a dissolução da união entre Suécia e Noruega em 1905.

## Família
Marta nasceu na casa de seus pais, Arvfurstens Palats, em Estocolmo no dia 28 de março de 1901, sendo a segunda filha de Carlos, Duque da Gotalândia Ocidental, e sua esposa Ingeborg da Dinamarca. Seu pai era o irmão mais novo de Gustavo V da Suécia, e sua mãe era a irmã mais nova de Cristiano X da Dinamarca e Haakon VII da Noruega.
Marta tinha uma irmã mais velha, Margarida da Suécia, uma irmã mais nova, Astrid da Suécia, e um irmão mais novo, Carlos, Príncipe Bernadotte. A jovem princesa cresceu sendo muito confiante e extrovertida e como a filha mais admirada por sua mãe.
Ao longo de sua infância, Marta foi educada em casa por tutores privados e complementou sua formação com cursos de primeiros socorros e cuidados infantis. Ela e suas irmãs normalmente andavam desacompanhadas pelas ruas de Estocolmo.

## Casamento e descendência
Marta tornou-se noiva de seu primo em primeiro grau, Olavo, durante os Jogos Olímpicos de Verão de 1928 em Amesterdão. A notícia foi muito bem recebida. Isso demonstrou que não existia mais uma tensão nas relações entre Noruega e Suécia. Além de ser um compromisso para fortalecer os laços entre as famílias reais, foi uma união baseada no amor.
Depois de um noivado secreto e então público, ela casou-se com seu primo, Sua Alteza Real o príncipe Olavo da Noruega (mais tarde Olavo V da Noruega), a 21 de março de 1929. Assim, ela tornou-se Sua Alteza Real a princesa consorte da Noruega. O casamento deles foi o primeiro casamento real na Noruega em trezentos e quarenta anos.
Marta e Olavo tiveram três filhos: as princesas Ragnhild e Astrid e o príncipe Haroldo.
A princesa consorte tornou-se popular devido à sua maneira extrovertida. Ela era uma boa costureira e fez roupas para ela mesma e para seus filhos. Em 1939, antes da Segunda Guerra Mundial explodir na Europa, ela viajou com seu marido pelos Estados Unidos, onde conheceram Franklin e Eleanor Roosevelt, de quem ficaram amigos.
Quando as tropas alemãs invadiram a Noruega em 1940, Marta e seus filhos partiram para a sua nativa Suécia, onde ela não foi bem recebida. Alguns acharam que ela tinha colocado a neutralidade do país em risco; outros até mesmo sugeriram que ela deveria ter levado seu filho Haroldo, então com três anos, de volta para a Noruega, para que ele pudesse ser proclamado rei pelos germânicos. Após receber um convite do presidente Roosevelt, a princesa, com seus filhos, deixou o país e partiu, a bordo de um navio militar, para os Estados Unidos, por meio do porto de Pechenga, então finlandês. Durante esses anos de exílio, a amizade com os Roosevelt cresceu ainda mais, uma amizade que conteve suspeitas de um romance entre os dois, a princesa era chamada de 'namorada do presidente' enquanto estava em refúgio na Casa Branca.
Marta trabalhou nos Estados Unidos para manter o apoio à Noruega entre o público americano e o governo. Quando a princesa voltou à Noruega, ela foi saudada como uma heroína e chamada de "a mãe da nação".
Em 1954, depois de um período de várias doenças, ela morreu dos efeitos de um câncer. Seu marido tornou-se rei três anos depois.

## Títulos e estilos
- 28 de março de 1901 - 1905: Sua Alteza Real princesa Marta da Suécia e Noruega
- 1905 - 21 de março de 1929: Sua Alteza Real  princesa Marta da Suécia
- 21 de março de 1929 - 5 de abril de 1954: Sua Alteza Real A Princesa Real da Noruega

Brasão de armas
Monograma real